# Урибе, Хорхе Альберто
Хорхе Альберто Урибе Эчаваррия (исп. Jorge Alberto Uribe Echavarría; 30 октября 1940, Медельин) — колумбийский политический и государственный деятель, предприниматель.
Министр национальной обороны Колумбии (9 ноября 2003-7 июля 2005) при президенте Альваро Урибе Велесе.

## Биография
Два года обучался в Военной академии Калвера в США, позже изучал экономику и получил степень в Университете Джорджа Вашингтона (Вашингтон, округ Колумбия). Продолжил обучение в области международного маркетинга в аспирантуре Безансонского университета во Франции.
В 2003—2005 годах занимал пост министра обороны Колумбии, сменив Марту Люсию Рамирес, которая была первой женщиной-министром обороны Колумбии. Будучи министром организовал операцию, в ходе которой был захвачен Родриго Гранде, один из лидеров Революционных вооружённых сил Колумбии — Армии народа. Он подал в отставку из-за критики за нападение Революционных вооружённых сил Колумбии — Армии народа на различные сектора страны.
До назначения министром десять лет работал почётным консулом Финляндии в Боготе.